# Landkreis Braunau

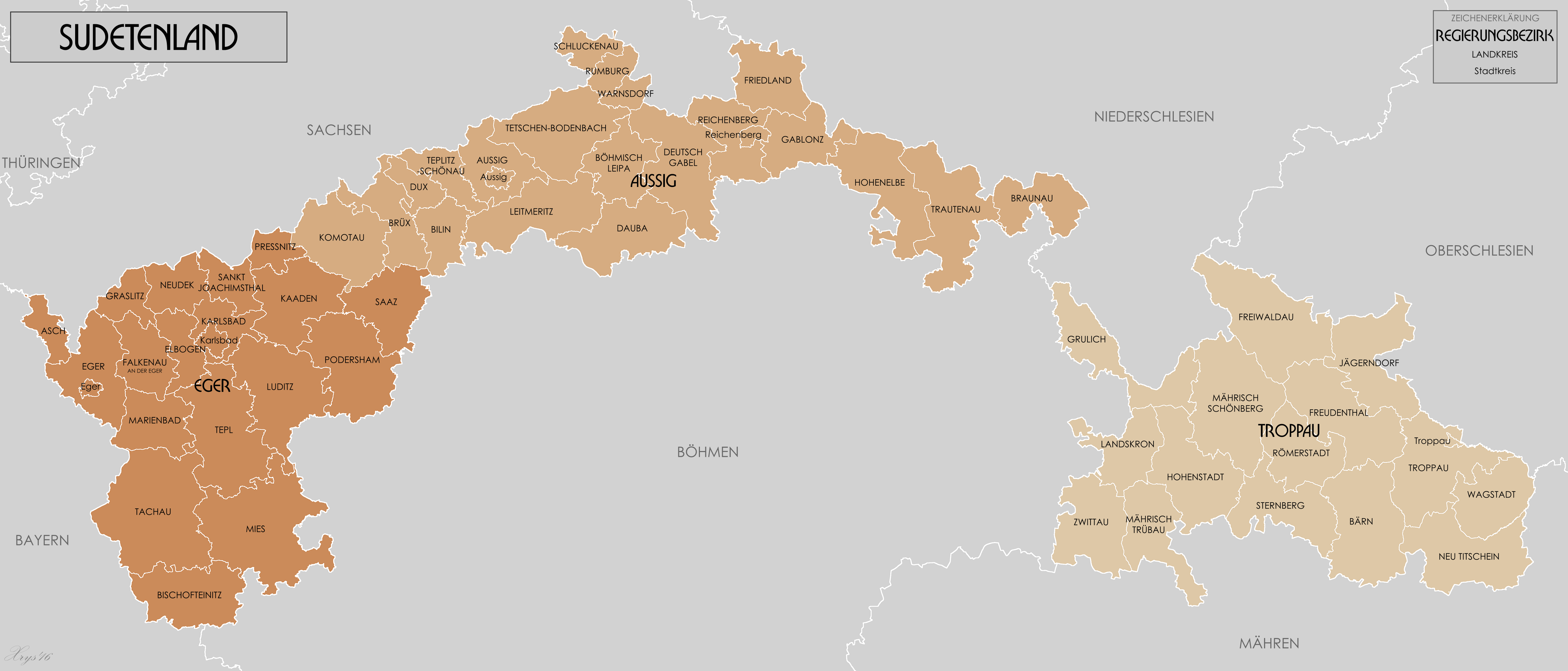
Verwaltungskarte des Reichsgaus Sudetenland

Der deutsche Landkreis  Braunau bestand in der Zeit zwischen 1938 und 1945. Er umfasste am 1. Januar 1945:
- 2 Städte: Braunau und Starkstadt
- 1 Markt: Wekelsdorf
- 41 weitere Gemeinden.

Das Gebiet des Landkreises Braunau hatte am 1. Dezember 1930 38.930 Einwohner, am 17. Mai 1939 waren es 34.386 und am 22. Mai 1947 22.289 Bewohner.

## Verwaltungsgeschichte

### Tschechoslowakei / Deutsche Besatzung
Vor dem Münchner Abkommen vom 29. September 1938 gehörte der politische Bezirk Broumov zur Tschechoslowakei.
In der Zeit vom 1. bis 10. Oktober 1938 besetzten deutsche Truppen das Sudetenland. Der politische Bezirk Broumov trug fortan die frühere deutsch-österreichische Bezeichnung Braunau. Er umfasste die Gerichtsbezirke Braunau, Politz (teilweise) und Wekelsdorf. Seit dem 20. November 1938 führte der politische Bezirk Braunau die Bezeichnung „Landkreis“. Er unterstand bis zu diesem Tage dem Oberbefehlshaber des Heeres, Generaloberst Walther von Brauchitsch, als Militärverwaltungschef.

### Deutsches Reich
Am 21. November wurde das Gebiet des Landkreises  Braunau  förmlich in das Deutsche Reich eingegliedert und kam zum Verwaltungsbezirk der Sudetendeutschen Gebiete unter dem Reichskommissar Konrad Henlein. Sitz der Kreisverwaltung wurde die Stadt Braunau.
Ab dem 15. April 1939 galt das Gesetz über den Aufbau der Verwaltung im Reichsgau Sudetenland (Sudetengaugesetz). Danach kam der Landkreis Braunau zum Reichsgau Sudetenland und wurde dem neuen Regierungsbezirk Aussig zugeteilt.
Zum 1. Mai 1939 wurde eine Neugliederung der teilweise zerschnittenen Kreise im Sudetenland verfügt. Danach blieb der Landkreis Braunau in seinen bisherigen Grenzen erhalten. Bei diesem Zustand blieb es bis zum Ende des Zweiten Weltkriegs.
Seit 1945 gehörte das Gebiet bis zu ihrer Auflösung zur Tschechoslowakei. Heute ist es ein Teil der Tschechischen Republik.

## Landräte
1938–1940: Ernst Bardenheuer
1940–1941: Kurt Beer
1941–1945: Fritz Schmige (1880–1974)

## Kommunalverfassung
Bereits am Tag vor der förmlichen Eingliederung in das Deutsche Reich, nämlich am 20. November 1938, wurden alle Gemeinden der Deutschen Gemeindeordnung vom 30. Januar 1935 unterstellt, welche die Durchsetzung des Führerprinzips auf Gemeindeebene vorsah. Es galten fortan die im bisherigen Reichsgebiet üblichen Bezeichnungen, nämlich statt:
- Ortsgemeinde: Gemeinde,
- Marktgemeinde: Markt,
- Stadtgemeinde: Stadt,
- Politischer Bezirk: Landkreis.

## Ortsnamen
Es galten die bisherigen Ortsnamen weiter, und zwar in der deutsch-österreichischen Fassung von 1918.

## Städte und Gemeinden
- Barzdorf
- Birkigt
- Bischofstein
- Bodisch
- Böhmisch Matha
- Braunau
- Chliwitz
- Deutsch Matha
- Deutsch Wernersdorf
- Dittersbach
- Dreiborn
- Großdorf
- Halbstadt
- Hauptmannsdorf
- Heinzendorf
- Hermsdorf
- Hottendorf
- Hutberg
- Jibka
- Johannesberg
- Johnsdorf
- Liebenau
- Löchau
- Märzdorf
- Merkelsdorf
- Nieder Adersbach
- Nieder Mohren
- Ober Adersbach
- Ober Drewic
- Ober Mohren
- Ober Wekelsdorf
- Ober Wernersdorf
- Ottendorf
- Rosental
- Ruppersdorf
- Schönau
- Skalka
- Starkstadt
- Unter Wekelsdorf
- Unter Wernersdorf
- Weckersdorf
- Wekelsdorf
- Wiesen
- Wüstrei